# Suesca (ort)
Suesca är en ort i Colombia.   Den ligger i departementet Cundinamarca, i den centrala delen av landet, 60 km nordost om huvudstaden Bogotá. Suesca ligger 2 580 meter över havet och antalet invånare är 4 877.
Terrängen runt Suesca är huvudsakligen kuperad. Suesca ligger nere i en dal. Runt Suesca är det ganska tätbefolkat, med 62 invånare per kvadratkilometer. Närmaste större samhälle är Chocontá, 13,3 km öster om Suesca. Trakten runt Suesca består i huvudsak av gräsmarker.